# 三浦綾子

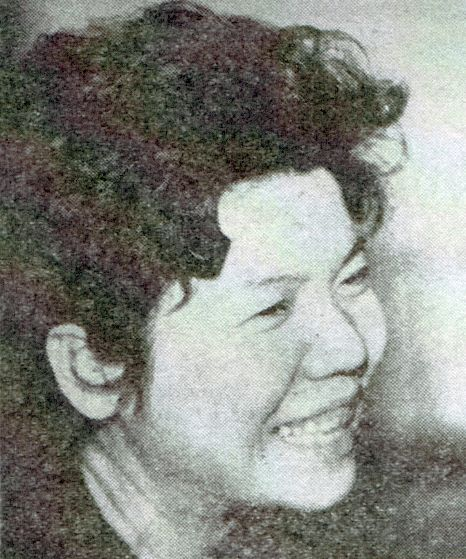

三浦綾子（日语：／ Miura Ayako，1922年4月25日—1999年10月12日）是生於北海道旭川市的女性作家。她與同時代的女性作家曾野綾子一起被稱為「W綾子」。結婚前的舊姓為堀田。

## 生平
1939年，三浦綾子畢業於旭川市立高等女学校（今旭川市立北都中學校），其後的七年任教於小學。1952年，三浦綾子在與結核病奮鬥的過程中接受洗禮，於1959年與三浦光世結婚。
1961年，三浦綾子在《主婦之友》雜誌的募集中，以「林田律子」為筆名，投稿了《太陽不再西沉》這篇小說並獲得入選；翌年，這篇小說在《主婦之友》的新年號上刊出。
1963年，朝日新聞社舉行了「慶祝大阪本社創刊85年・東京本社75周年紀念的一千萬元懸賞小說募集」，綾子投稿了小說《冰點》，並獲得入選，於1964年12月開始在朝日新聞朝刊上連載。《冰點》在1966年由朝日新聞社出版，創造了賣出71萬本的紀錄。由於廣受好評，在1966年改拍為電影（導演：山本薩夫，出演：若尾文子），接著也數度被改編為廣播劇、連續劇。
1999年，因多重器官衰竭去世。在她去世後，於她的故鄉北海道旭川市設置了三浦綾子記念文學館。

## 主要著作
- 冰點
- 續·冰點
- 綿羊山（ひつじが丘，於《主婦の友》月刊1965年8月号～1966年12月号連載）
- 泥流地帶
- 續・泥流地帶
- 雁狩嶺
- 槍口
- 千利休和他的妻子們
- 海嶺
- 残像
- 白色的冬日
- 天北原野
- 毒麥的季節
- 難病日記
- 永遠的話語
- 少女日記
- 積木之箱（日语：積木の箱）

## 外部連結
- 三浦綾子記念文学館 公式サイト[永久] （日語）
- 三浦綾子文庫の会（页面存档备份，存于） （日語）
- 三浦綾子・著作目録 （日語）
- 日本キリスト教団 旭川六条教会 （日語）